# ラニ (競走馬)
ラニ（欧字名:Lani、2013年2月22日 - ）は、日本の競走馬、種牡馬。日本調教馬として初めてUAEダービー（2016年）に優勝し、アメリカクラシック三冠のすべてに出走した。激しすぎる気性を持ち、米国でゴジラやクレイジーホースという異名を与えられた。
馬名の意味は、ハワイ語で「天国、天空」。

## 経歴

### デビュー前
2013年2月22日、母馬であるヘヴンリーロマンスが繋養されているアメリカ合衆国にて生まれた。このため、外国産馬扱いとされた。
生誕後に逆輸入の形で来日、オーナーのノースヒルズが運営する大山ヒルズ（鳥取県西伯郡伯耆町）へ入り、競走馬への育成を施される。2歳時に松永幹夫厩舎（栗東）へ入厩した。
騎手時代に母の主戦を務めた松永は、「一癖ある血統で、自分から走ろうという気持ちをなかなか出さない。それにフットワークが大きく、スピードに乗るまで上で促してやらないといけない。でも、いいものを感じさせてくれる」と評していた。

### デビュー後

#### 2015年（2歳）
2015年9月13日、第4回阪神競馬2日目第5競走の2歳新馬戦（芝2000メートル）でデビューしたが、勝ち馬のメイケイレジェンドから1.3秒離された4着に終わった。次走は阪神競馬場・ダート1800メートルの未勝利戦に出走、単勝1番人気に推されるも0.8秒差の2着に敗れた。3戦目の京都競馬場・ダート1800メートルの未勝利戦で初勝利を挙げ、続く東京競馬場・ダート1600メートルのカトレア賞で連勝を飾った。

#### 2016年（3歳）
年が明けると陣営はアメリカクラシック三冠への挑戦を表明。ケンタッキーダービーの出走に必要なポイントの獲得を目指し、UAEダービーへ出走することも明らかにした。
3歳初戦はヒヤシンスステークスに出走したが、久々の影響もあってか5着に敗れた。この敗戦により、一時はUAEダービーへの出走は困難とも思われたが、招待を受けて出走。レースではスタートで後手を踏み道中は最後方を進むが、レース半ばからポジションを上げる。逃げた日本からの遠征馬・ユウチェンジを最後の直線で交わし、日本調教馬として初めてのUAEダービー優勝を果たした。この勝利を受け、当初の予定通りケンタッキーダービーに出走する事を表明。日本には帰国せず、シカゴを経由してケンタッキーダービーが行われるチャーチルダウンズ競馬場に到着した。
5月7日に行われたクラシック第1戦のケンタッキーダービーでは、20頭での競走の中で再び出遅れ、最後に追い込んだが9着に敗れた。5月22日に行われた第2戦のプリークネスステークスでも出遅れ、不良馬場をハイペースで進む先団グループから離れた最後方を追走。直線で馬群の間を割って懸命に末脚を伸ばしたが前には及ばず5着に敗れた。そして、6月11日に行われた第3戦のベルモントステークスでも前2戦と同じように最後方を追走したラニは向正面から進出を開始。直線で外から猛追したが前には届かず、惜しくも勝ち馬と約1馬身半差の3着に終わった。日本調教馬でアメリカクラシック三冠の全てに出走したのは史上初である。なお、このときのラニのアメリカ挑戦に対する日本からの注目を受け、2017年より日本国内の競走もケンタッキーダービー出走への選定レースとすることが発表された。
6月20日に帰国。ドバイ、アメリカと転戦し日本を離れていた期間が90日を越えたので、100日間の検疫を受けた。また、次年以降に再び海外遠征する可能性は示唆したが、この年は国内に専念することとなった。
復帰戦はオープン特別のブラジルカップ。2番人気に推されたが、大逃げを打った勝ち馬ミツバを捕らえきれず3着だった。その後、中1週でみやこステークスに出走したが13着。次走のチャンピオンズカップでは半兄・アウォーディーとの対決も注目されたが、9着に敗れた。

#### 2017年（4歳）
この年も春はドバイへ遠征。ドバイワールドカップへの出走を希望していたが招待が届かなかったため、まずはその前哨戦であるマクトゥームチャレンジラウンド3に出走し6着。その後、ドバイワールドカップへの招待を受け出走したが、優勝馬のアロゲートらアメリカ調教馬が上位を占めるなか8着に終わった。帰国初戦のブリリアントステークスは4着。続く芝重賞目黒記念に出走するも、17着の大敗を喫した。そして10月22日のブラジルカップでは後方からまくり見せ場を作るも5着に終わった。
その4日後の10月26日、現役を引退することが発表された。引退後は北海道新ひだか町のアロースタッドで種牡馬入りする。

## 競走成績
以下の内容は、netkeiba.comの情報に基づくが、海外の競走の一部情報は各競走に示した出典にも基づく。海外の競走の日付は現地時間。
| 競走日     | 競馬場             | 競走名               | 格    | 距離（馬場）     | 頭 数 | 枠 番 | 馬 番 | オッズ （人気） | 着順 | タイム （上り3F） | 着差     | 騎手     | 斤量  | 1着馬（2着馬）       | 出典   |  |
| ---------- | ------------------ | -------------------- | ----- | ---------------- | ----- | ----- | ----- | --------------- | ---- | ----------------- | -------- | -------- | ----- | -------------------- | ------ |  |
| 2015.09.13 | 阪神               | 2歳新馬              |       | 芝2000m（良）    | 9     | 3     | 3     | 04.5（2人）     | 4着  | 2:07.1 (35.8)     | 01.3     | 武豊     | 54kg  | メイケイレジェンド   |        |  |
| 0000.10.03 | 阪神               | 2歳未勝利            |       | ダ1800m（重）    | 16    | 6     | 11    | 03.0（1人）     | 2着  | 1:55.6 (38.5)     | 00.8     | 武豊     | 55kg  | キョウエイギア       |        |  |
| 0000.11.22 | 京都               | 2歳未勝利            |       | ダ1800m（良）    | 15    | 7     | 12    | 02.8（1人）     | 1着  | 1:52.7 (38.0)     | -0.6     | 武豊     | 55kg  | （チャイマックス）   |        |  |
| 0000.11.28 | 東京               | カトレア賞           | 500万 | ダ1600m（稍）    | 16    | 8     | 15    | 03.6（3人）     | 1着  | 1:37.4 (37.2)     | -0.3     | 内田博幸 | 55kg  | （オーシャンビュー） |        |  |
| 2016.02.21 | 東京               | ヒヤシンスS          | OP    | ダ1600m（重）    | 14    | 4     | 6     | 03.6（2人）     | 5着  | 1:35.9 (36.2)     | 00.5     | 武豊     | 56kg  | ゴールドドリーム     |        |  |
| 0000.03.26 | メイダン           | UAEダービー          | G2    | ダ1900m（Fast）  | 7     |       | 3     |                 | 1着  | 1:58.41.0000      | -3/4馬身 | 武豊     | 55kg  | （Polar River）      | [ 42 ] |  |
| 0000.05.07 | チャーチルダウンズ | ケンタッキーダービー | G1    | ダ10F（Fast）    | 20    |       | 8     | 30.4（14人）    | 9着  |                   |          | 武豊     | 126lb | Nyquist              | [ 43 ] |  |
| 0000.05.21 | ピムリコ           | プリークネスS        | G1    | ダ9.5F（Sloppy） | 11    |       | 6     | 31.4（6人）     | 5着  |                   |          | 武豊     | 126lb | Exaggerator          | [ 48 ] |  |
| 0000.06.11 | ベルモントパーク   | ベルモントS          | G1    | ダ12F（Fast）    | 13    |       | 10    | 13.2（6人）     | 3着  |                   |          | 武豊     | 126lb | Creator              | [ 27 ] |  |
| 0000.10.23 | 東京               | ブラジルC            | OP    | ダ2100m（良）    | 16    | 8     | 15    | 05.5（2人）     | 3着  | 2:09.4 (36.4)     | 0.5      | 内田博幸 | 55kg  | ミツバ               |        |  |
| 0000.11.06 | 京都               | みやこS              | GIII  | ダ1800m（良）    | 16    | 1     | 1     | 05.2（3人）     | 13着 | 1:51.3 (36.3)     | 1.2      | 内田博幸 | 56kg  | アポロケンタッキー   |        |  |
| 0000.12.04 | 中京               | チャンピオンズC      | GI    | ダ1800m（良）    | 15    | 4     | 7     | 29.3（8人）     | 9着  | 1:50.6 (37.0)     | 0.5      | 内田博幸 | 56kg  | サウンドトゥルー     |        |  |
| 2017.03.04 | メイダン           | マクトゥームCR3      | G1    | ダ2000m（Fast）  | 8     |       | 8     |                 | 6着  |                   |          | R.ムーア | 57kg  | Long River           | [ 49 ] |  |
| 0000.03.25 | メイダン           | ドバイワールドカップ | G1    | ダ2000m（Muddy） | 14    |       | 4     |                 | 8着  |                   |          | R.ムーア | 57kg  | Arrogate             | [ 50 ] |  |
| .5.07      | 東京               | ブリリアントS        | OP    | ダ2100m(良)      | 16    | 1     | 1     | 4.3(2人)        | 4着  | 2.11.2(36.1)      | 0.9      | 武豊     | 56kg  | ミツバ               |        |  |
| 5.28       | 東京               | 目黒記念             | GII   | 芝2500m(良)      | 18    | 4     | 8     | 27.6(10人)      | 17着 | 2.33.2(35.5)      | 2.3      | 武豊     | 56kg  | フェイムゲーム       |        |  |
| 0000.10.22 | 東京               | ブラジルC            | OP    | ダ2100m（不）    | 16    | 6     | 11    | 06.6（3人）     | 5着  | 2:09.0 (37.5)     | 0.9      | 三浦皇成 | 56kg  | メイショウウタゲ     |        |  |

## 種牡馬成績
種牡馬入りした初年度(2018年)は118頭の牝馬を集めたが、その後は徐々に減少。2022年は10頭、2023年は8頭まで落ち込んでいる。
2021年に初年度産駒がデビュー。
2021年6月17日ホッカイドウ競馬・門別第2Rをポップツッキーが勝利し、産駒の初勝利となった。
2021年10月2日中京競馬第2Rをリメイクが勝利し、産駒のJRA初勝利となった。
2022年4月10日に佐賀競馬場で行われた「第21回ル・プランタン賞（ダート1800m）」でケウ（川崎）が優勝し、産駒の重賞初勝利となった。
その後、上記リメイクは2022年の昇竜ステークスを勝利してラニ産駒の特別戦初勝利を果たしたほか、同年のカペラステークスも制し、産駒のJRA重賞初制覇を達成し、ソウル競馬場で行われたコリアスプリントにも勝利し、海外重賞初制覇も成し遂げた。

### 主な産駒
以下、GI・JpnI競走は太字で示す。

#### グレード制重賞優勝馬
- 2019年産
  - リメイク（2022年カペラステークス、2023年クラスターカップ、コリアスプリント、2024年リヤドダートスプリント、コリアスプリント）[57]

#### 地方競馬重賞優勝馬
- 2019年産
  - ケウ（2022年ル・プランタン賞）
- 2021年産
  - フークピグマリオン（2023年ゴールドウィング賞、2024年ネクストスター中日本、駿蹄賞、東海優駿、岐阜金賞、秋の鞍、ウインター争覇、東海ゴールドカップ、2025年東海菊花賞）

## 血統表
| ラニの血統                      | ラニの血統                                           | ラニの血統                                     | （血統表の出典）                               | （血統表の出典） |
| 父系                            | シアトルスルー系                                     | シアトルスルー系                               | シアトルスルー系                               |                  |
| 父 Tapit 2001 芦毛              | 父の父Pulpit 1994 鹿毛                               | A.P. Indy                                      | Seattle Slew                                   | Seattle Slew     |
| 父 Tapit 2001 芦毛              | 父の父Pulpit 1994 鹿毛                               | A.P. Indy                                      | Weekend Surprise                               |                  |
| 父 Tapit 2001 芦毛              | 父の父Pulpit 1994 鹿毛                               | Preach                                         | Mr. Prospector                                 | Mr. Prospector   |
| 父 Tapit 2001 芦毛              | 父の父Pulpit 1994 鹿毛                               | Preach                                         | Narrate                                        |                  |
| 父 Tapit 2001 芦毛              | 父の母Tap Your Heels 1996 芦毛                       | Unbridled                                      | Fappiano                                       | Fappiano         |
| 父 Tapit 2001 芦毛              | 父の母Tap Your Heels 1996 芦毛                       | Unbridled                                      | Gana Facil                                     |                  |
| 父 Tapit 2001 芦毛              | 父の母Tap Your Heels 1996 芦毛                       | Ruby Slippers                                  | Nijinsky II                                    | Nijinsky II      |
| 父 Tapit 2001 芦毛              | 父の母Tap Your Heels 1996 芦毛                       | Ruby Slippers                                  | Moon Glitter                                   |                  |
| 母 ヘヴンリーロマンス 2000 鹿毛 | 母の父*サンデーサイレンス Sunday Silence 1986 青鹿毛 | Halo                                           | Hail to Reason                                 | Hail to Reason   |
| 母 ヘヴンリーロマンス 2000 鹿毛 | 母の父*サンデーサイレンス Sunday Silence 1986 青鹿毛 | Halo                                           | Cosmah                                         |                  |
| 母 ヘヴンリーロマンス 2000 鹿毛 | 母の父*サンデーサイレンス Sunday Silence 1986 青鹿毛 | Wishing Well                                   | Understanding                                  | Understanding    |
| 母 ヘヴンリーロマンス 2000 鹿毛 | 母の父*サンデーサイレンス Sunday Silence 1986 青鹿毛 | Wishing Well                                   | Mountain Flower                                |                  |
| 母 ヘヴンリーロマンス 2000 鹿毛 | 母の母*ファーストアクト First Act 1986 鹿毛          | Sadler's Wells                                 | Northern Dancer                                | Northern Dancer  |
| 母 ヘヴンリーロマンス 2000 鹿毛 | 母の母*ファーストアクト First Act 1986 鹿毛          | Sadler's Wells                                 | Fairy Bridge                                   |                  |
| 母 ヘヴンリーロマンス 2000 鹿毛 | 母の母*ファーストアクト First Act 1986 鹿毛          | Arkadina                                       | Ribot                                          | Ribot            |
| 母 ヘヴンリーロマンス 2000 鹿毛 | 母の母*ファーストアクト First Act 1986 鹿毛          | Arkadina                                       | Natashka                                       |                  |
| 母系(F-No.)                     | 13号族(FN:13-c)                                      | 13号族(FN:13-c)                                | 13号族(FN:13-c)                                | [ § 2 ]          |
| 5代内の近親交配                 | Northern Dancer 5×4、Mr.Prospector 4･5（父内）       | Northern Dancer 5×4、Mr.Prospector 4･5（父内） | Northern Dancer 5×4、Mr.Prospector 4･5（父内） | [ § 3 ]          |
| 出典                            | 1. 2. 3.                                             | 1. 2. 3.                                       | 1. 2. 3.                                       | 1. 2. 3.         |

- 母・ヘヴンリーロマンスは天皇賞・秋、札幌記念、阪神牝馬ステークスの勝ち馬[58]。管理調教師である松永幹夫が、騎手時代に左記の競走全てに騎乗していた[58]。
- 半兄に、シリウスステークス、アンタレスステークス（以上、JRA重賞）、名古屋大賞典、日本テレビ盃、JBCクラシック（以上、交流重賞）勝ち馬のアウォーディー（父・ジャングルポケット）[59][注 10]。
- 半姉に、交流重賞のエンプレス杯（2回）、名古屋グランプリ、ブリーダーズゴールドカップ（2回）勝ち馬のアムールブリエ（父・Smart Strike）[61]。
- 6代母Vagrancyは1942年のCCAオークス勝ち馬。
- 4代母Natashkaは1966年のアラバマステークス勝ち馬。
- そのほかの主な近親にステイヤーズステークス勝ち馬のサージュウェルズ、マーメイドステークス勝ち馬のウインマイティー、優駿牝馬勝ち馬のシルクプリマドンナ、日経新春杯など重賞3勝のパフォーマプロミスがいる。